# Даниловка (Криворожский район)
Даниловка (укр. Данилівка; до 2016 года — Кировка, укр. Кіровка) — село, Даниловский сельский совет, Криворожский район, Днепропетровская область, Украина.
Код КОАТУУ — 1221882901. Население по переписи 2001 года составляло 622 человека.
Является административным центром Даниловского сельского совета, в который, кроме того, входят сёла Зелёный Гай, Зелёный Луг, Кудашевка, Мусиевка, Новый Мир и Червоная Поляна.

## Географическое положение
Село Даниловка находится в 1,5 км от Карачуновского водохранилища,
в 0,5 км от села Зелёный Луг.
Рядом проходит железная дорога, станция Моисеевка в 3-х км.

## История
- 1939 — дата основания села, сюда переселились в связи со строительством Карачуновского водохранилища жители села Даниловки.

## Объекты социальной сферы
- Школа I—II ст.
- Детский сад.
- Дом культуры.

## Достопримечательности
- Братская могила советских воинов.